# 富山市立豊田小学校
富山市立豊田小学校（とやましりつ とよたしょうがっこう）は富山県富山市にある公立小学校。
1学年4クラスと、大規模な小学校となっている。

## 校舎概要
建築面積
9775.17m2
延床面積
14293.97m2
建築主
富山市
設計
福見建築設計事務所
施工
- A工区 - 石坂建設･今浦･島田建設工業JV[3]
- B工区 - 相澤建設･北越綜合建設･四谷工務店JV[3]
- C工区 - 日本海建興・清水工務店･中道工務店JV[3]
- 体育館工区 - 辻建設･村松建設JV[3]
- プール工区 - 松栄建設[3]
- 給食センター - 林建設工業・北新建工･富建設JV[3]

第41回（2010年）富山県建築賞一般の部入賞。

## 沿革
個別に出典が提示されていない箇所の出典→。
- 1874年11月16日 - 豊田村西田割（火の宮神社前）に尽信小学校設置[5]。
- 1887年
  - 5月1日 - 尽信小学校を尋常科とし、別に簡易科を置く。
  - 10月1日 - 豊田小学校に改称[6]。
- 1892年10月1日 - 豊田尋常小学校に改称[6]。
- 1906年1月19日 - 現在の豊田本町一丁目に校舎移転落成。建坪134坪2階建て校舎と学校園、深さ1丈（約3m）の井戸が整備された[7][6]。
- 1909年3月6日 - 夜学教室からの火災により校舎や学校園が全焼。豊田村役場を仮校舎とし、村内の三浦安之宅を分教場とする。折しも義務教育延長も重なったため、浄信寺も借りて授業を続けた[8][6]。
- 1910年
  - 4月1日 - 新校舎の建設に着手[9]。
  - 6月20日 - 新校舎竣工（設計は前の校舎と全く同じとなった）[9]。
- 1924年4月1日 - 運動場拡張。
- 1933年3月6日 - 校舎新築および講堂新築。
- 1940年
  - 4月1日 - 高等科を設置し、上新川郡豊田尋常高等小学校と改称。
  - 9月1日 - 豊田村が富山市へ編入したことに伴い、富山市立豊田尋常高等小学校と改称。
- 1941年4月1日 - 富山市立豊田国民学校に改称。
- 1947年4月1日 - 富山市立豊田小学校に改称。
- 1950年2月11日 - 校舎2教室増築。
- 1952年
  - 4月3日 - 校地1,903坪拡張。
  - 6月30日 - 老朽校舎改築第一期工事竣工。
- 1954年3月16日 - 老朽校舎改築第二期工事竣工。
- 1955年
  - 11月16日 - 校歌を制定。
  - 12月5日 - 老朽校舎改築第三期工事竣工。
- 1958年7月30日 - 屋外運動場604坪拡張完了。
- 1960年4月30日 - 校舎2教室増築竣工。
- 1964年7月14日 - プール新設。
- 1968年11月26日 - 新体育館落成。
- 1971年3月16日 - 鉄筋新校舎第1期工事竣工（9教室、音楽室、図書室、図工室）[6]。
- 1972年1月11日 - 鉄筋新校舎第2期工事竣工（6教室）[6]。
- 1973年3月 - 鉄筋新校舎第3期工事竣工（5教室、図工室）[6]。
- 1978年4月3日 - 鉄筋新校舎第4期工事竣工（3教室、東昇降口）[6]。
- 1978年5月20日 - 鉄筋新校舎第5期工事竣工（職員室、理科室、同準備室、視聴覚室、同準備室）[6]。
- 1980年6月1日 - 新校旗が樹立[6]。
- 1981年3月2日 - 鉄筋新校舎第6期工事竣工（校長室、会議室、保健室、普通教室2、音楽室、音楽準備室、資料室）[6]。
- 1983年
  - 8月1日 - 運動場排水工事、夜間照明設備、スキー山、屋外トイレの工事が完成[6]。
  - 8月11日 - 音楽室、図工室、図書室の入ったプレハブ校舎が完成[6]。
- 1989年6月12日 - プールが解体される[6]。
- 1990年
  - 3月9日 - 校舎増築工事が竣工[6]。
  - 7月14日 - 校舎増築、プール竣工記念式典を挙行[6]。
- 1995年9月8日 - 体育館照明施設が改修される[6]。
- 2009年1月26日 - 北学校給食センターを併設した現校舎が竣工[3]。

## 通学区域
本校の通学は「登校班」というものが町内ごとに作られており、その多くは3〜10人となる。登校班には班長という役割があり、その登校班の最年長が班長になる。なお、班長には班長バッジというものが1年間貸し出され、安全帽子につけなければいけない。例外として校区外から来る生徒には班制度がなく、車で来ることも認められている。
- 犬島一丁目～六丁目
- 犬島七丁目（1番 1～3号を除く）
- 犬島新町一丁目～二丁目
- 上野新町(2番 86,89,91,92,93号を除く)
- 城川原一丁目～三丁目
- 高園町
- 豊丘町
- 豊島町
- 豊城新町
- 豊城町
- 豊田本町一丁目(1番1,46、11番 21号、12番 5～32号、13番 14,18,20号、15番 3号のみ)
- 豊田本町二丁目(1番 8,23～32,34～44号、 2番 44号、 8番 4,9,27～30号、 9番 3号、13番 45～50号のみ)
- 豊若町二丁目(1番 43～66号、８番 1,62～69号のみ)
- 豊田
- 豊田本町一丁目～二丁目(各々一部は岩瀬中学校の通学区域)
- 豊田本町三丁目～四丁目
- 豊若町一丁目
- 水落
- 水落新町
- 豊若町二丁目(1番 43～66号、8番 1,62～69 号を除く）
- 豊若町三丁目
- 米田
- 米田すずかけ台一丁目～三丁目
- 米田町一丁目～三丁目
- 緑陽町
- 下冨居一丁目～二丁目
- 豊田町一丁目～二丁目[10]

## 進学先
基本的に片山学園中学校と富山大学教育学部附属中学校以外の富山市内の中学校を自由に選んでも良いとされるが、それぞれの中学校が定めた校区外に住んでいる者は抽選となる。
ただし、希望した中学校が校区内か、定員割れの場合は抽選なしで、自動的にその中学校に入れる。ここでは豊田小学校区と校区が重なっている中学校を紹介する。
- 富山市立岩瀬中学校
- 富山市立北部中学校
- 富山市立奥田中学校